# Lineostroma banksiae
Lineostroma banksiae är en svampart som först beskrevs av Mordecai Cubitt Cooke, och fick sitt nu gällande namn av H.J. Swart 1988. Lineostroma banksiae ingår i släktet Lineostroma och familjen Venturiaceae.   Inga underarter finns listade i Catalogue of Life.